# Zaklęty Zamek
Zaklęty Zamek est une localité polonaise de la gmina rurale de Kosakowo située dans le powiat de Puck en voïvodie de Poméranie. Elle se trouve à environ 14 km au sud-est de Puck et à 27 km au nord de la capitale régionale Gdańsk.

## Géographie

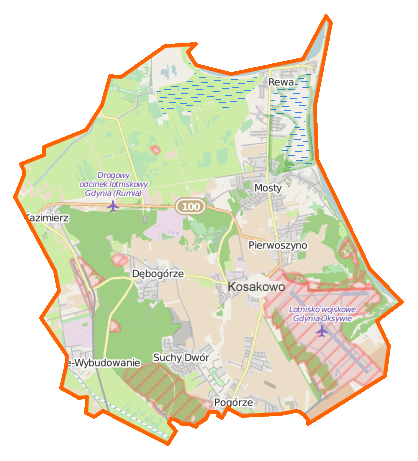
Carte de la gmina de Kosakowo.